# 左豐
左豐（?—?），东汉宦官，官至小黄门。
184年，北中郎将卢植率军战败张角，张角退守广宗县城。卢植包围广宗城。汉灵帝派左丰到卢植军中视察。卢植不肯贿赂左丰。左丰回到洛阳，对汉灵帝说：“据守广宗的黄巾贼很容易被攻破，但卢植让军队在营垒休息，想要等上天诛杀张角。”汉灵帝大怒，派人将卢植用囚车押解回洛阳。派东中郎将、陇西人董卓代替卢植镇压黄巾军。